# Транзитно-ориентированное проектирование

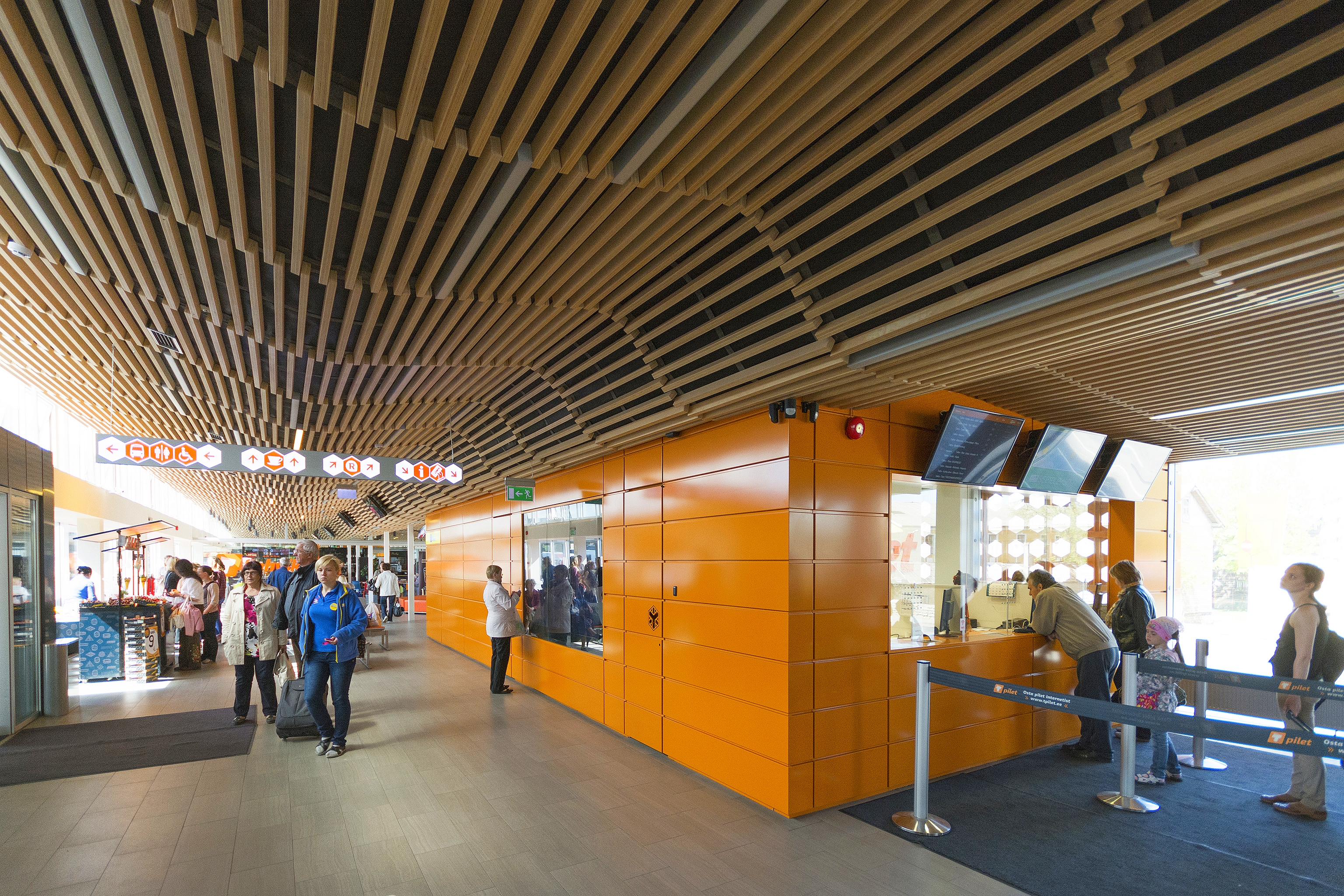
Таллинская автостанция.

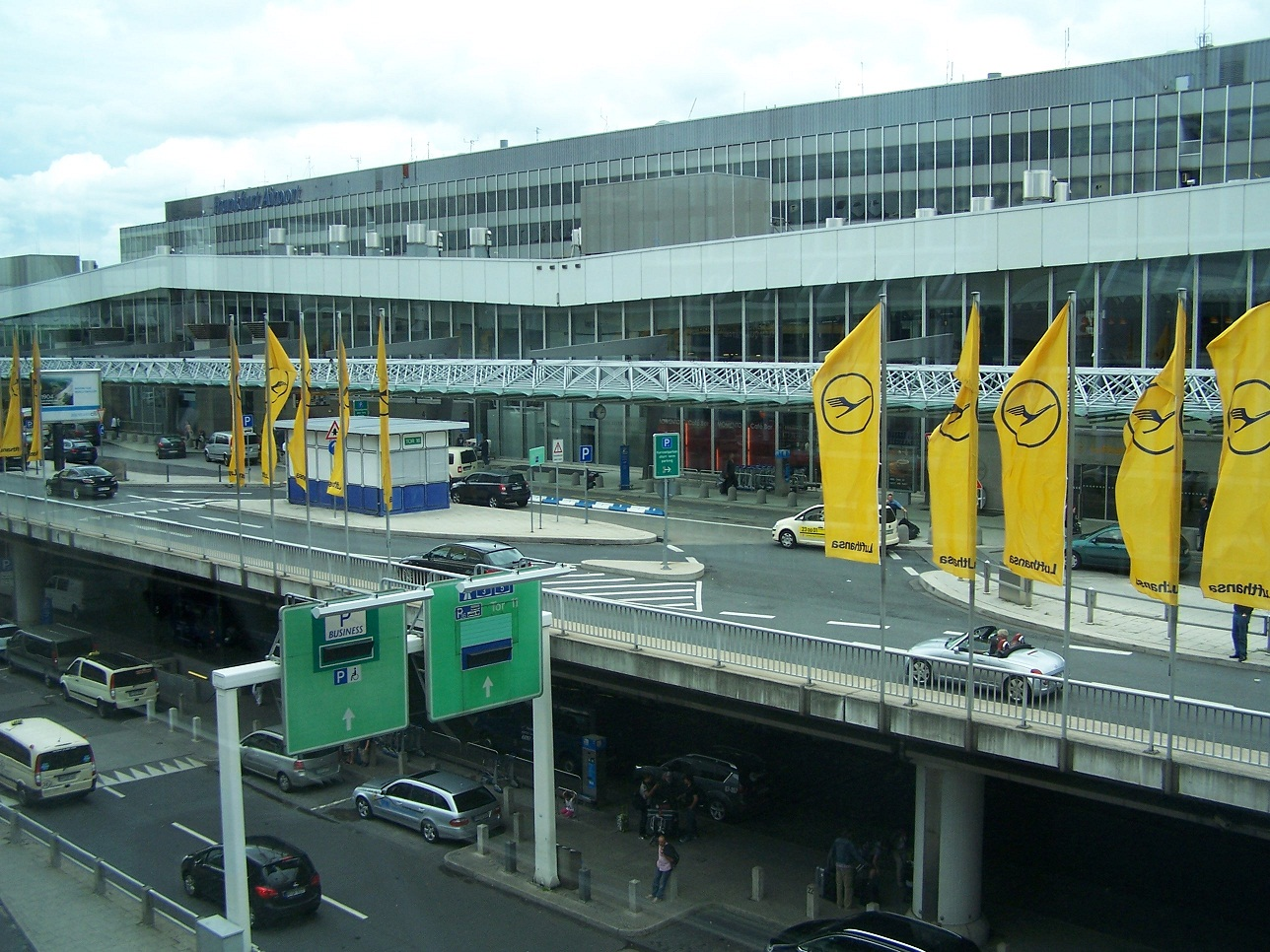
Аэропорт города Франкфурт.

Транзитно-ориентированное проектирование (transit-oriented development (TOD)) в градостроительстве — многофункциональная жилая или коммерческая зона, в которой обеспечен легкий доступ к общественному транспорту и созданы условия, делающие зону привлекательной для транзитных пассажиров. Транзитно-ориентированное проектирование является одним из направлений градостроительного проектирования.
В центре транзитно-ориентированного проекта располагается железнодорожная станция, станция метрополитена, остановки трамвая, троллейбуса и автобуса. Центр окружён относительно плотной застройкой, по мере удаления от центра плотность застройки уменьшается. Транзитно-ориентированная застройка располагается на расстоянии в пределах от 400 до 800 метров от транзитных станций и остановок, то есть в зоне пешеходной доступности. Многие европейские города, созданные после Второй мировой войны, имеют характеристики транзитно-ориентированного проектирования.
Транзитно-ориентированное проектирование следует отличать от развития, ориентированного на транспортные пути. Первое в большей мере создает условия для расширения использования системы общественного транспорта и стремится ограничить расползание застройки. Транзитно-ориентированное проектирование акцентирует внимание на создании более комфортных условий для пешеходов. Этому способствует оборудование удобных пешеходных переходов, организация зауженной проезжей части, уменьшение этажности зданий по мере их удаленности от транспортных узлов. Ещё одно отличие транзитно-ориентированного проектирования от проектирования ориентированного на транспортные пути — сокращение количества парковок для личного автотранспорта.
Во многих городах троллейбусы и трамваи формируют принципиальную схему движения города.
Важным фактором создания эффективной транзитно-ориентированной системы является установления связи между процессами проектирования транспортных систем, окружающей застройки и другими элементами инфраструктуры города.

## Япония

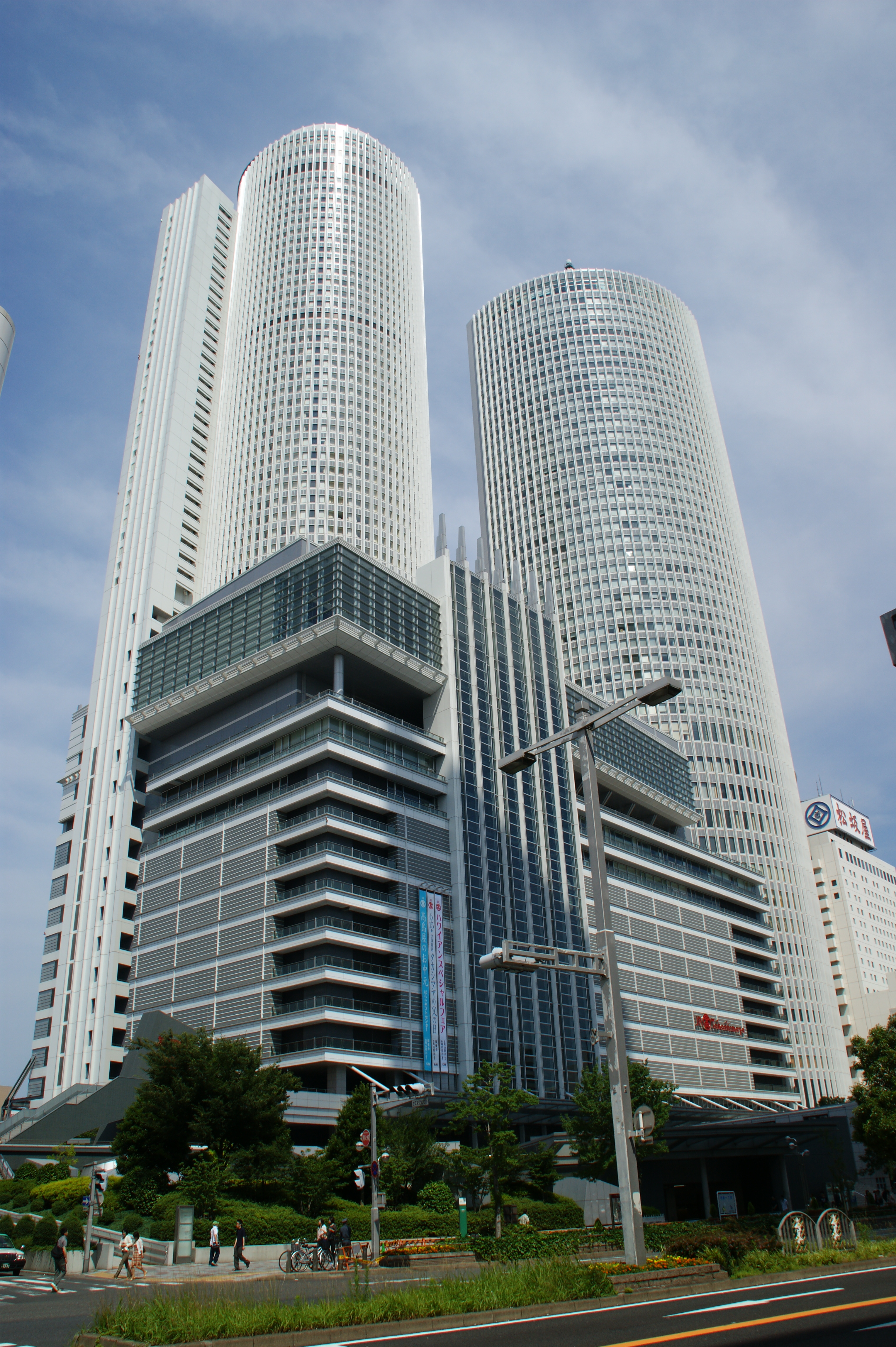
Здание станции Нагоя
состоящее из небоскребов башен-близнецов JR Central Towers, штаб-квартира JR Central. Так как JR Central Towers является зданием железнодорожной станции Нагоя, она является самой большой железнодорожной станцией по площади в мире (если считать по суммарной площади всех помещений — 446 000 м²).

В послевоенной Японии, правительство поощряло частные компании разрабатывать свои собственные системы общественного транспорта, чтобы быстро восстановить городские транспортные сети страны. Частные железнодорожные линии поощрялись к конкуренции друг с другом, а также с национальными железнодорожными линиями, причем роль правительства ограничивалась регулированием тарифов. В обмен на развитие железнодорожных линий частным корпорациям были предоставлены бизнес возможности для диверсификации своей деятельности и развития недвижимости вокруг своих железнодорожных сетей. Так частные железнодорожные компании начали создавать вокруг своих железнодорожных станций районы с вертикально интегрированным бизнесом по развитию жилых, деловых, промышленных и торговых площадей и методов их транспортной связи, которые стали активно использоваться населением для перемещения между такими районами. Эти массово используемые населением, транспортно, социально и экономически интегрированные и связанные между собой железнодорожным транспортом, районы железнодорожных станций с вертикально интегрированным бизнесом, частных японских железнодорожных компаний, представляют собой уникальную, среди железнодорожных систем мира, форму транзитно-ориентированного развития железных дорог страны. Таким образом в Японии крупные железнодорожные станции и районы вокруг них, являются главными экономическими, и деловыми районами современных японских городов. Также, благодаря диверсификации своего бизнеса в сфере недвижимости, розничной торговли и т.д. большинство частных железных дорог в Японии являются финансово независимыми, а их железнодорожные операции обычно прибыльны, что резко контрастирует с большинством железнодорожных сетей в других странах мира. Многие крупные частные железнодорожные компании Японии входят в число ведущих корпораций страны. Японские железные дороги очень эффективны, требуют мало субсидий и работают крайне пунктуально. Из-за массового использования железнодорожного транспорта, в Японии находятся 46 из 50 самых загруженных железнодорожных станций в мире. В Японии коммерческие площади в зданиях железнодорожных станций управляемых японскими железнодорожными компаниями называют станция Нака. 